# AKIA
AKIA（Anti Korean Interests Agency、アキア）は、タイの反韓テロ組織の名称。

## 概要
2004年1月、数度に渡ってタイの韓国系航空会社支社や韓国大使館に対し「旅客機に爆弾を仕掛けた」などの脅迫状が送りつけられたが、その差出人がAKIAであった。しかし実際には爆弾などは発見されず、単なる脅しであったと思われる。しかしもしもの場合を考慮し、韓国の当局は警戒を強めた。
このような事件の背景には、韓国における外国人労働者の不法滞在問題や彼らへの差別問題が指摘されている。AKIAについても、韓国から強制退去させられたか入国拒否されたタイ人出稼ぎ労働者によるものではないかと推定されている。
韓国ではタイ人が毎年増加しており、2007年14万6792人、2008年16万687人、2009年19万人まで増えた。さらに、移住勤労者も4万3000人余りに達する。しかし、韓国内に居住するタイ人には不法滞留者が多く、追放されたり、企業などで差別を受ける場合が少なくない。また、タイは韓国人が好んで訪れる観光地で2008年度では、中国、日本、香港、米国の次に韓国人が多く訪れた国であった。しかし、タイ人は概して理性的であり、おとなしくて礼儀正しいが、タイでの韓国人旅行者は多血質で礼儀知らずのように見え、さらに、タイで韓国人による詐欺事件がニュースになる場合が度々ある。その為、2010年に英国の公共放送BBCの世論調査で韓国がタイ人から否定的に評価される国1位になった。